# Сигнальное табло

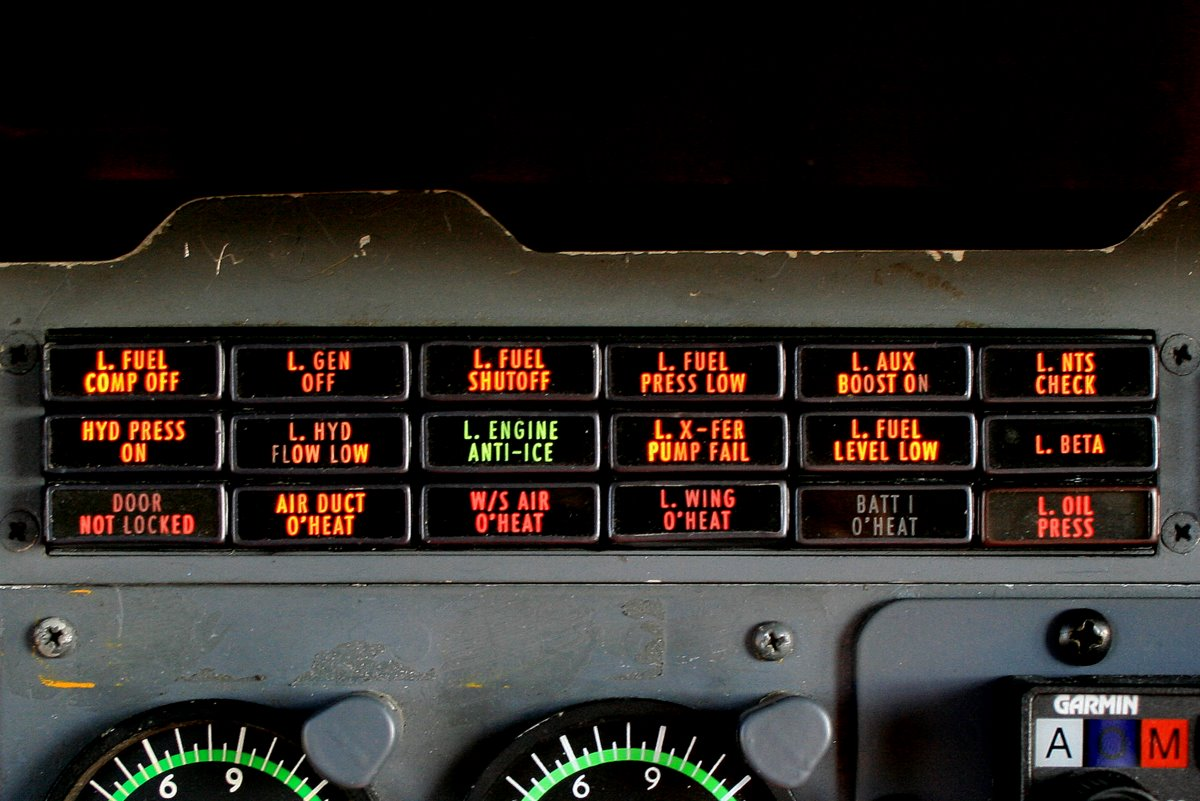
Вид на индикаторную панель самолёта Cessna 441

Сигна́льное табло́ — светосигнализатор для выдачи информации экипажу и пассажирам летательного аппарата (в авиации) в виде светящейся надписи или символа. Используются для выдачи аварийных, предупреждающих и уведомляющих сигналов.
- Групповые сигнальные табло — включающие несколько сигнальных надписей
- Секционные сигнальные табло — состоящие из одной надписи
- Универсальные сигнальные табло — у которых число надписей и их текст могут меняться по этапам полёта и в зависимости от ситуации (в качестве универсального могут использоваться экранные индикаторы).

Сигнальные надписи выполняются цветными светящимися буквами на тёмном фоне. По общепринятой практике, аварийные надписи высвечиваются красными буквами (или символами), предписывающие или предупреждающие надписи — жёлтыми и уведомляющие — зелёными.
Сигнальные табло группируются на приборных досках по следующим признакам: категории выдаваемого сигнала (например, аварийные, предупреждающие), принадлежности к одному функциональному комплексу или системе (например, двигателю), одновременности использования (например, при заходе на посадку). На советских самолетах сигнальные табло появились в начале 1950-х годов.
Также летательные аппараты разработки СССР/РФ, например типа Ка-52, Су-25, Су-27, МиГ-29, Ту-95 оборудованы аварийной сигнализацией СОРЦ (сигнализатор опасных режимов централизованный), представляющий собой ярко-красную лампу-кнопку, которая(-е) расположена на видном месте на приборной доске, и включается в мигающий режим при срабатывании любого красного (аварийного) табло. Назначение СОРЦ — привлечение внимания лётчика (-ов) к панели табло.
Сигнальные табло часто комплектуются кнопкой предполётной проверки лампочек, при нажатии на которую через разделительные диоды подается напряжение на все лампочки одновременно. Табло типа «ТС» дублируются — комплектуются двумя лампами накаливания, работающими на общий светофильтр.